# Marcellin Berthelot
Pierre Eugène Marcellin Berthelot (uváděn také Marcelin; 25. října 1827 Paříž – 18. března 1907) byl francouzský chemik a politik. Zformuloval tzv. Thomsen-Berthelotův princip v oblasti termochemie. Syntetizoval mnoho organických sloučenin z anorganických látek a vyvrátil teorii vitalismu. Je považován za jednoho z největších chemiků všech dob.

## Kariéra
Během roku 1851 Berthelot nastoupil Collège de France jako asistent svého bývalého učitele Antoine Jérôme Balarda, a seznámil se s celoživotním přítelem Ernestem Renanem. O tři roky později si vydobyl uznání svojí doktorskou prací na téma Sur les combinaisons de la glycérine avec les acides (tj. Sloučeniny glycerolu a kyselin), která popisuje sérii obdivuhodných výzkumů navazujících a rozšiřujících klasické dílo Michel Eugène Chevreula. V roce 1859 byl jmenován profesorem organické chemie na École Supérieure de Pharmacie. V roce 1863 se stal členem Académie Nationale de Médecine. O dva roky později přijal vedení katedry organické chemie, které byla vytvořena zvláště za jeho přispění právě na Collège de France.
Byl zvolen zahraničním delegátem Královské švédské akademie věd v roce 1870.
A o tři roky později vstoupil do Francouzské akademie věd, kde se stal doživotním tajemníkem v roce 1889 po Louisi Pasteurovi.
V roce 1876 byl jmenován všeobecným inspektorem vyššího vzdělání a ani po svém zvolení doživotním senátorem v roce 1881 se nepřestal aktivně zajímat o vzdělávací systém, ovlivněný i všeobecnou brannou povinností. Ve vládě úřadujícího premiéra Gobleta (1886–1887) působil jako ministr národního vzdělávání a ve vládě Bourgeoise (1895–1896) byl ministrem zahraničních věcí. 

## Objevy
Základní koncepce, která prostupuje celou Berthelotovou prací v oblasti chemie, definovala závislost chemických jevů na působení fyzikálních sil, které je možné určit a měřit.
Když Berthelot začínal svou vědeckou dráhu, panoval všeobecný názor, že syntézu organických látek nelze vysvětlit stejnými principy jako vznik anorganických látek a že je nutné uvažovat s projevy vitalismu.

Berthelot zaujal nekompromisní odpor vůči takovému názoru a syntetickou výrobou četných uhlovodíků, přírodních tuků, cukrů a dalších složek prokázal, že organické sloučeniny mohou být vytvořeny běžnými chemickými postupy a řídit se stejnými principy jako anorganické látky. Tím poukázal na tvůrčí charakter chemie, na jehož základě si umí sama realizovat abstraktní pojetí svých teorií a svého členění - na rozdíl od přírodních věd.

## Publikace

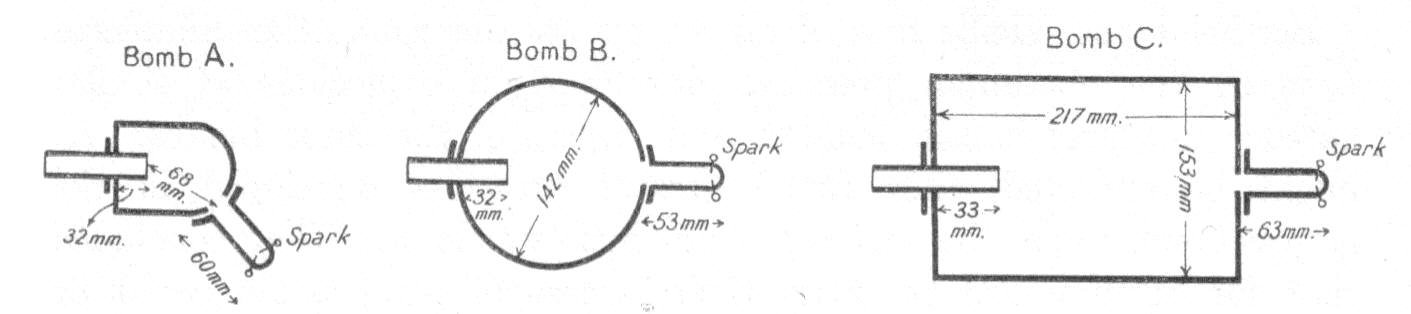
Bomby používané pro výbuchy vodíku

Svá zkoumání výroby organických sloučenin publikoval v četných článcích a knihách, např. Chimie organique fondée sur la synthèse (1860) a Les Carbures d'hydrogène (1901). Deklaroval, že chemické jevy se neřídí svými zvláštními zákony, ale lze je vysvětlovat v termínech obecných zákonů mechaniky, které platí v celém vesmíru. Své prohlášení podložil množstvím experimentů popsaných ve svých publikacích Mécanique chimique (1878) a Thermochimie (1897).
Tento obor studia jej přirozeně směřoval ke zkoumání výbušnin, a po teoretické bázi jej dovedl až k závěrům publikovaným v práci Sur la force de la poudre et des matières explosives (1872). To i prakticky využil jako prezident Vědeckého výboru pro obranu během obléhání Paříže v letech 1870–1871 a později jako šéf Francouzského výboru pro výbušniny.
Berthelot prováděl experimenty za účel měření tlaku plynu při explozi vodíku ve speciální nádobě vybavené pístem a snažil se jimi rozlišit spalování směsi vodíku a kyslíku od skutečné exploze.
Během pozdějšího života bádal a psal knihy o rané historii chemie jako je Les Origines de l'alchimie (1885) a Introduction à l'étude de la chimie des anciens et du moyen âge (1889),
Také přeložil mnoho starých řeckých, syrských a arabských pojednání o alchymii a chemii, včetně Collection des anciens alchimistes grecs (1887-1888) a La Chimie au moyen âge (1893).
Napsal Science et philosophie (1886) a další četné příspěvky do La Grande Encyclopédie, kterou pomáhal založit.

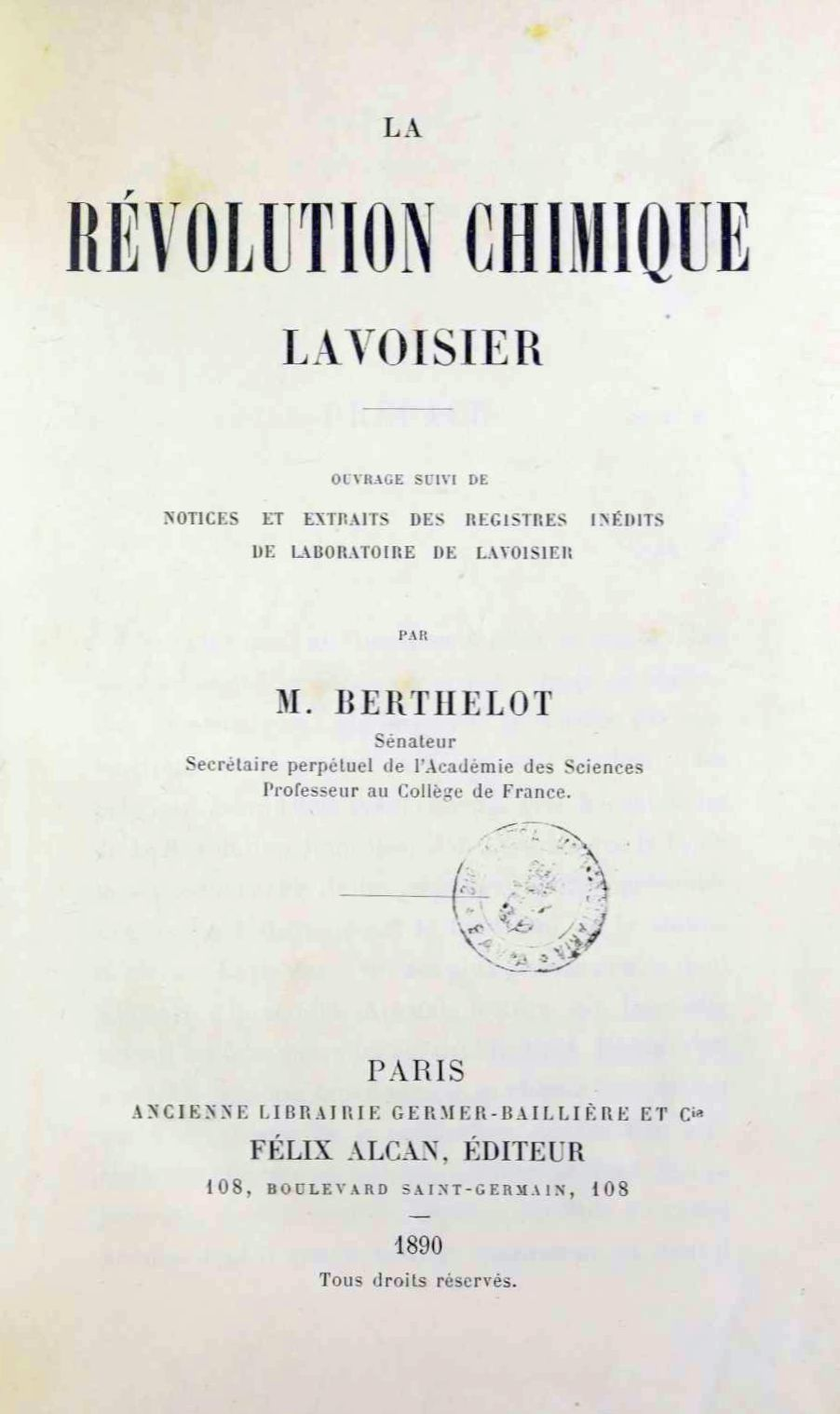
La Révolution chimique, 1890

## Soukromý život
Narodil se v Paříži, v rodině lékaře. Po vystudování historie a filozofie rozhodl se stát se vědcem. Oženil se Sophií Niaudetovou (1837-1907), s níž měl šest dětí Marcel André (1862-1939), Marie-Hélène (1863-1895), Camille (1864-1928), Daniel (1865-1927), Philippe (1866-1934) a René (1872-1960).
Zemřel náhle 18. března 1907 krátce po smrti své ženy v Paříži a je pochován na pařížském Pantheonu.